# Eihi Shiina
Eihi Shiina (椎名英姫?, Shiina Eihi; Fukuoka, 3 febbraio 1976) è un'attrice e modella giapponese.

## Biografia
Nel 1995 la Shiina ottenne il suo primo grande lavoro nel mondo della moda, lavorando per la Benetton, e successivamente rappresentò il Giappone per la Elite Model Management. 
Nel 1998 debuttò nel cinema, interpretando un ruolo nel film drammatico Open House. Nel 1999 interpretò il ruolo della protagonista in Audition, diretto da Takashi Miike, e a questa interpretazione fecero seguito altri otto film, tra cui lo splatter Tokyo Gore Police. 
La Shiina ha anche pubblicato un libro di fotografie e poesie, intitolato No Filter, Only Eyes, uscito nel 1998.

## Filmografia
- Open House, regia di Isao Yukisada (1998)
- Audition (Ôdishon), regia di Takashi Miike (1999)
- Eureka (Yurîka), regia di Shinji Aoyama (2000)
- Harmful Insect (Gaichu), regia di Akihiko Shiota (2001)
- Sky High, regia di Ryūhei Kitamura (2003)
- A Day on the Planet (Kyô no dekigoto), regia di Isao Yukisada (2004)
- Jam Films 2, regia di Hidenori Inoue, Junji Kojima, Eiki Takahashi e Kouki Tange (2004)
- Animusu anima, regia di Reiko Saito (2005)
- Hold Up Down (Hôrudo appu daun), regia di Hiroyuki Tanaka (2005)
- Tokyo Gore Police (Tôkyô zankoku keisatsu), regia di Yoshihiro Nishimura (2008)
- Vampire Girl vs. Frankenstein Girl (Kyūketsu Shōjo tai Shōjo Furanken), regia di Yoshihiro Nishimura (2009)
- Outrage, regia di Takeshi Kitano (2010)
- Helldriver (Herudoraibā), regia di Yoshihiro Nishimura (2010)
- The Profane Exhibit, episodio The Hell Chef, regia di Yoshihiro Nishimura (2013)
- Ninja Torakage, regia di Yoshihiro Nishimura (2014)
- Kazoku gokko, regia di Hanta Kinoshita, Eiji Uchida (2015)
- Kodoku: Mîtobôru mashin, regia di Yoshihiro Nishimura (2017)

## Doppiatrici italiane
Nella versione in italiano dei suoi film, Eihi Shiina è stata doppiata da:
- Alessandra Karpoff in Audition.